# Zungaro zungaro
El Zungaro zungaro, popularmente conocido como manguruyú o  manguruyú negro, en zonas con influencia de habla guaraní o muturo, es un pez de agua dulce de la familia Pimelodidae en el orden de los Siluriformes, también conocidos como peces gato. Habita principalmente en ríos y lagunas de América del Sur.

## Características
Es un pez grande y pesado. Habitualmente alcanza 1,3 m de largo, aunque el macho puede llegar alcanzar los 1,7 m de longitud total y pesar 150 kg .

### Alimentación
Es un animal piscívoro, que habitualmente caza durante la noche. Como la mayoría de los peces carnívoros, devora presas menores que el, también peces de agua dulce. En ocasiones se lo puede encontrar en áreas de inundación. Se han reportado migraciones en persecución de Triportheus y Anodus también migrantes.

### Reproducción
Se reproduce sexualmente en forma ovípara. Es reproductivamente maduro cuando alcanza lo 10 kg de peso, aunque luego sigue creciendo en tamaño. Su base reproductiva es en las bocas de los ríos, en suelos fangosos.

## Hábitat
Es un pez de agua dulce y de clima tropical y subtropical (20 °C-24 °C). Se encuentran en Sudamérica, sobre todo en las cuencas de los ríos Amazonas, Orinoco, así como en sus afluentes y en lagos.